# Самогубства в Росії
Самогубства в Російській Федерації є соціальною проблемою національного масштабу. Російські політики у той же час говорять, що рівень самогубств в країні знижується і досяг середньосвітових показників. Станом на квітень 2016, цей рівень становить 15.4 на 100 тис.населення. Дослідники звернули увагу на тісний зв'язок між високим споживанням алкоголю в Росії і поширеністю суїциду.

Частка смертей від самогубств, 2017

## Обман в офіційній статистиці РФ та критика офіційної статистики
Зважаючи на те, що в Росії зберігається високий рівень смертності від "пошкоджень з невизначеними намірами" (далі - ПНН) (рубрики Y10-Y34 Міжнародної класифікації хвороб та причин смерті), в складі якої, на думку експертів, може враховуватися частина самогубств, якість офіційної статистики у експертів викликає великі сумніви.
Можливий недооблік самогубств офіційної статистики очевидний в низці регіонів, де різниця в рівні смертності від самогубств та ПНН досягає неймовірних масштабів. Наприклад, в 2019 р. в двох далекосхідних суб'єктах РФ - Сахалінській області та Хабаровськім краї, де в останні роки спостерігається надзвичайно сприятлива та обнадійлива ситуація в сфері самогубств, різниця в рівнях смертності та ПНН складає сотні разів, а саме 338,8 раза та 157,7 рази відповідно.
Оцінка Всесвітньої організації здоров'я ситуації з самогубствами в РФ також значно відрізняться від офіційних даних російської влади. Зокрема, відповідно до опублікованому в 2019 році докладу ВОЗ "Самогубства в світі. Глобальні оцінки здоров'я", реальний рівень смертності в РФ за 2016 р. був вищий офіційних даних в 1,8 раза. 
В цілому, за результатами експертів ВОЗ, в 2016 році в РФ коефіцієнт самогубств складав 26,5 на 100 тис.населення. РФ з цим показником була в числі країн з одним із найбільшим рівнем самогубств у світі. 
Водночас, на офіційному сайті РосСтата в категорії "ЕСТЕСТВЕННОЕ ДВИЖЕНИЕ НАСЕЛЕНИЯ В РАЗРЕЗЕ СУБЪЕКТОВ РОССИЙСКОЙ ФЕДЕРАЦИИ за январь-октябрь 2019 года" є звітність "Сведения о смертности населения по причинам смерти по Российской Федерации за январь-октябрь 2019 года", де частина рубрик за Міжнародною класифікацією хвороб та причин смерті згруповані в одну категорію - "другие классы болезней". Така "хитра" операція на звітності з групування непов'язаних даних декількох груп дозволяє скрити офіційну статику самогубств в РФ та забезпечити невідання реальних даних в будь-який спосіб, окрім як шляхом офіційного листування з Росстатом.

## Динаміка
Досягнувши свого піку на рівні близько 40 на 100 000 в середині-кінці 90-х років, рівень самогубств з тих пір (за офіційною статистикою РФ, яка не є правдивою) трохи падає: з 2000 по 2006 роки він знизився майже на чверть. У 2013 році суїцид виявився причиною 28 779 з 1 871 809 (1,54%) смертей в Росії.
У 1990-х роках Російська Федерація за офіційними даними (які не є правдиві) посідала друге місце в світі за частотою самогубств, 2013 року - чотирнадцяте, в 2016-му - тридцяте. За даними ж Всесвітньої організації охорони здоров'я, Російська Федерація в 2016 році посідала третє місце в світі за частотою самогубств.

## Статево-вікова специфіка
У 2007 році близько 22% всіх самогубств було скоєно людьми у віці 40-49 років. Чоловіки зводять рахунки з життям майже в шість разів частіше, за жінок.

## Регіональні особливості
При середньо-російській частоті самогубств від 6 до 23 випадків на 100 тисяч чоловік в Москві цей показник дорівнює 4 випадки на 100 тисяч осіб. Відповідно до критеріїв ВООЗ такий рівень вважається низьким.
Відносно спокійна ситуація з кількістю самогубств спостерігається в Північно-Кавказькому, Південному і Центральному федеральних округах. Найбільш проблемні регіони - це Сибір і Далекий Схід, де частота суїциду досягає 23 випадків на 100 тисяч осіб. У деяких суб'єктах федерації цей показник перевищив 48 випадків на 100 тисяч. Це республіки Алтай, Тува, Бурятія, Ненецький і Чукотський автономний округи. Такий розподіл робить Російську Федерацію єдиною країною світу, в якій відмінності в значеннях частоти самогубств в регіонах досягають десятків разів.
Найбільша схильність до суїциду відзначається у корінного населення Удмуртії, Комі, Марій Ел. У північних народів до цих пір сильні язичницькі корені. У Бурятії і Туві поширений буддизм. Буддисти вірять в реінкарнацію, згідно з якою життя особистості триває після смерті завдяки ланцюжку перероджень. За результатами соціологічних опитувань, в цих регіонах добровільний відхід з життя сприймається не як гріх, що властиво християнській традиції, а як вчинок, гідний поваги.

## Алкоголь і самогубство
Надмірне вживання алкоголю є істотним чинником, що визначає поширеність суїциду. За оцінками, половина всіх самогубств пов'язані зі зловживанням алкоголю. Про це свідчить той факт, що рівень самогубств в Росії з середини 90-х знизився поряд з рівнем споживання алкоголю на душу населення. Незважаючи на економічну кризу, з тих пір споживання алкоголю є більш вагомим фактором, ніж економічні умови.

## Підліткові самогубства
Лікарі відзначають, що з кожних 100 тисяч дітей у віці 10-14 років, 3 накладають на себе руки, а серед підлітків 15-19 років - 17. Середньосвітова величина майже в три рази нижче.